# Marius Mouandilmadji
Marius Mouandilmadji - em árabe, ماريوس ماندلمادجي (Doba, 22 de janeiro de 1998), conhecido apenas por Marius, é um futebolista chadiano que atua como atacante. Atualmente defende o Seraing.

## Carreira
Em seu país natal, Marius jogou por Douane Doba (2015) e Gazelle FC, entre 2015 e 2017, ano em que foi contratado pelo Coton Sport de Garoua, em Camarões.
Pelos Cotonniers, o atacante atuou em 24 partidas e fez 18 gols, contribuindo para o título nacional da agremiação. Na reta final do Campeonato Camaronês, em julho de 2018, foi contratado pelo Porto, que o integrou ao time B (onde atuou em 23 jogos e marcou 6 gols). Apesar disso, o técnico Sérgio Conceição levou Marius com o time principal para a disputa da pré-temporada. Sua única partida pelo time principal dos Dragões foi na vitória por 5 a 0 sobre o Chaves, entrando no lugar de Vincent Aboubakar e fazendo um dos gols.
Em janeiro de 2020, foi emprestado ao Desportivo das Aves, onde atuou em 12 partidas.e não conseguiu evitar o rebaixamento do time, sendo reintegrado ao elenco do Porto, sendo rebaixado ao time B. Em janeiro de 2021, seu contrato com os Dragões foi rescindido.
Após ficar 6 meses sem jogar, Marius assinou com o Seraing.

## Carreira internacional
Estreou pela Seleção Chadiana em agosto de 2019, contra o Sudão, pelas eliminatórias africanas para a Copa de 2022. A partida terminou com derrota dos Sao por 3 a 1.

## Títulos
Coton Sport
- Elite One: 2018[11]